# Тамана (город)
Тама́на (яп. 玉名市 Тамана-си) — город в Японии, находящийся в префектуре Кумамото. Площадь города составляет 152,55 км², население — 67 649 человек (1 августа 2014), плотность населения — 443,45 чел./км².

## Географическое положение
Город расположен на острове Кюсю в префектуре Кумамото региона Кюсю. С ним граничат города Кумамото, Арао и посёлки Нагасу, Гёкуто, Нагоми, Нанкан.

## Население
Население города составляет 67 649 человек (1 августа 2014), а плотность — 443,45 чел./км². Изменение численности населения с 1980 по 2005 годы:
| 1980 | 72 324 чел. |  |
| 1985 | 74 356 чел. |  |
| 1990 | 73 319 чел. |  |
| 1995 | 72 900 чел. |  |
| 2000 | 73 051 чел. |  |
| 2005 | 71 851 чел. |  |

## Символика
Цветком города считается ирис мечевидный, птицей — белая цапля.